# جوليس جودين
جوليس جودين (بالفرنسية: Jules Gaudin) هو لاعب كرة قدم فرنسي في مركز الوسط، ولد في 9 مايو 2000 في سانت بريوك في فرنسا.

## وصلات خارجية
- جوليس جودين على موقع قاعدة بيانات كرة القدم.إي يو (الإنجليزية)
- جوليس جودين على موقع ليكيب (الفرنسية)
- جوليس جودين على موقع Soccerway.com (الإنجليزية)
- جوليس جودين على موقع عالم كرة القدم.نت (الإنجليزية)